# HD243840
HD243840 є хімічно пекулярною зорею спектрального класу
A1 й має видиму зоряну величину в смузі V приблизно 10,0.